# Бабиковская
Бабиковская — упразднённая деревня в Усть-Кубинском районе Вологодской области.
Входила в состав Троицкого сельского поселения, с точки зрения административно-территориального деления — в Троицкий сельсовет.
Расстояние по автодороге до районного центра Устья — 50,5 км, до центра муниципального образования Бережного — 8,5 км. Ближайшие населённые пункты — Афанасовская, Алюненская, Лаушинская.
По данным переписи в 2002 году постоянного населения не было.
Упразднена 27.11.2020.